# Robert Torricelli
Robert Guy Torricelli (Paterson, 27 agosto 1951) è un politico e avvocato statunitense, membro della Camera dei Rappresentanti per lo stato del New Jersey dal 1983 al 1997 e senatore per lo stesso stato dal 1997 al 2003.

## Biografia
Nato nel New Jersey in una famiglia italoamericana, Torricelli si laureò in legge negli anni settanta ed ottenne un master in amministrazione pubblica dall'Università di Harvard nel 1980.
Dopo aver svolto la professione di avvocato andò a lavorare per Walter Mondale e nel 1982 si candidò alla Camera dei Rappresentanti, riuscendo a sconfiggere il deputato repubblicano in carica. Dopo quattordici anni alla Camera, Torricelli si candidò al Senato e venne eletto.
Nel 2003 Torricelli si ricandidò per un secondo mandato da senatore, ma a pochi mesi dalle elezioni si ritirò dalla competizione in seguito allo scoppio di uno scandalo che aveva coinvolto la sua campagna elettorale e che riguardava dei finanziamenti illeciti. Il suo partito decise di sostituirlo con l'ex senatore Frank Lautenberg, che venne eletto con un ampio margine di voti.
Dopo aver abbandonato la politica attiva, Torricelli si è dedicato alla professione di lobbista.